# Az Amerikai Egyesült Államok first ladyje
Az Amerikai Egyesült Államok first ladyje (a titkosszolgálatban használt kódneve: FLOTUS) egy de facto létező feladatkör, melyet az éppen hatalmon lévő elnök felesége (kivételes esetekben más nőnemű rokona) tölt be. A first lady szerepe nem hivatalos, semmiféle törvényben nem szerepel feladata. Gyakorlatban amellett, hogy házastársa az éppen regnáló elnöknek, szervezi és koordinálja a Fehér Ház hivatalos eseményeit, valamint ellát minden olyan feladatkört, amellyel az elnök megbízza. Abban az esetben, ha egy adott elnök nem házas, felkér egy családtagot, hogy ezt a feladatot lássa el.
A first lady kifejezést Washingtonban az 1840-es évektől kezdték el ebben a formában és jelentésben használni. Első írásos nyoma William Howard Russell 1863. november 3-án kelt naplóbejegyzéséből származik.
A pozíció jelenlegi betöltője Melania Trump, aki a 45. és a 47. first lady az Egyesült Államokban. Gyakorlatban nem ennyien töltötték be ezt a tisztséget, de amikor valaki egy elhunyt személy helyett töltötte be, azt nem számítjuk külön, valamint, mivel Cleveland elnök kétszer is egymástól eltérő időpontban töltötte be az elnöki tisztséget, így a feleségét is két alkalommal (22. és 24.) számoljuk. Négy elnökfeleség halt meg azelőtt, hogy a férjük elnök lett volna, s ketten az alatt, miközben a férjük betöltötte az elnöki hivatalt.
A már elhunyt elnöki feleségek arcképe szerepel a „The First Spouse Gold Coins” sorozatban megjelentetett egydolláros pénzérmén. Abban az esetben, ha a first lady feladatát más látta el, általában allegorikus ábrázolást használnak az érmén. Ellen Lewis Herndon Chester A. Arthur felesége – aki férje elnöksége előtt hunyt el – érméjén viszont Alice Paul nőjogi aktivistát ábrázolták.
Még nem történt meg, hogy az Egyesült Államok elnöke nő legyen, de ebben az esetben first gentleman néven neveznék az elnök házastársát.

## A first lady hivatala
Bár a first lady nem választott tisztség, a gyakorlatban mégis kialakult, hogy saját személyzettel rendelkezik. Irodái a Fehér Ház keleti szárnyában vannak elhelyezve. Elsőként 1977-ben Rosalynn Carter foglalta el és az elnöki feleség irodájának nevezte el. Az elnöki feleség irodája része a Fehér Ház végrehajtó irodájának. A 20. század második felétől elmondható, hogy az elnöki feleségek - kihasználva, hogy a férjük az elnök - felkaroltak egyes, általuk fontosnak tartott ügyeket: ilyen volt többek között Nancy Reagan, aki a kábítószer visszaszorítását, Hillary Clinton, aki az egészségbiztosítás reformját, illetve Michelle Obama, aki az egészséges táplálkozás elterjesztését tűzte ki programjának.

## A first ladyk listája
A lista tartalmazza mindazon személyeket, akiket a Fehér Ház hivatalosan, visszamenőlegesen first ladynek minősített, függetlenül attól, hogy az elnökség alatt házastársai voltak-e az adott elnöknek, vagy pedig egy adott személy helyett töltötték be a hivatalt. Ez utóbbi akkor történhetett, ha az adott elnök felesége az elnöki ciklus előtt, vagy az alatt elhunyt, s helyette – általában – lánya töltötte be a first lady feladatkörét. Ilyen volt például Martha Washington Jefferson, aki édesanyja, leánykori nevén Martha Wayles Skelton halála miatt töltötte be ezt a pozíciót Thomas Jefferson elnök idején.
| Elnök Nr. | Kép                                               | First lady (születéskori neve, születési és halálozási ideje, életkora)                                | Időszak                                           | Életkora a feladatkör betöltésének kezdetekor     | Elnök neve (házasságkötés időpontja, egyéb jegyzet) | Dollárérméje |
| --------- | ------------------------------------------------- | --- | ------------------------------------------------- | ------------------------------------------------- | --------------------------------------------------- | ------------ |
| 1         |                                                   | Martha Dandridge 1731. június 13 – 1802. május 22 (70 évesen)                                          | 1789. április 30. – 1797. március 4.              | 57 év 332 nap                                     | George Washington 1759. január 6.                   |              |
| 2         |                                                   | Abigail Smith 1744. november 22. – 1818. október 28. (73 évesen)                                       | 1797. március 4. – 1801. március 4.               | 52 év 113 nap                                     | John Adams 1764. október 25.                        |              |
| 3         |                                                   | Martha Washington Jefferson (házasként: Randolph) 1772. szeptember 27. – 1836. október 10. (64 évesen) | 1801. március 4. – 1809. március 4.               | 58 év 158 nap                                     | Jefferson lánya                                     |              |
| 4         |                                                   | Dolley Payne 1768. május 20. – 1849. július 12. (81 évesen)                                            | 1809. március 4. – 1817. március 4.               | 40 év 288 nap                                     | Madison 1794. szeptember 14.                        |              |
| 5         |                                                   | Elizabeth Kortright 1768. június 30. – 1830. szeptember 23. (62 évesen)                                | 1817. március 4. – 1825. március 4.               | 48 év 247 nap                                     | Monroe 1786. február 16.                            |              |
| 6         | Portrait engraving of Louisa Adams                | Louisa Catherine Johnson 1775. február 12. –1852. május 15. (77 évesen)                                | 1825. március 4. – 1829. március 4.               | 50 év 20 nap                                      | J.Q. Adams 1797. július 26.                         |              |
| 7         | Rachel Jackson                                    | Rachel Donelson 1767. június 15. – 1828. december 22. (61 évesen)                                      | Elhunyt a választás és az elnöki beiktatás között | Elhunyt a választás és az elnöki beiktatás között | Jackson 1794. január 7.                             |              |
| 8         | Portrait painting of Hannah Van Buren             | Hannah Hoes 1783. március 8. – 1819. február 5. (35 évesen)                                            | Meghalt az elnökség előtt                         | Meghalt az elnökség előtt                         | Van Buren 1807. február 21.                         |              |
| 8         | Portrait painting of Angelica Singleton Van Buren | Angelica Singleton 1818. február 13. – 1877. december 29. (59 évesen)                                  | 1839. január 1. – 1841. március 4.                | 20 év 322 nap                                     | Van Buren menye                                     |              |
| 9         | Portrait painting of Anna Harrison                | Anna Symmes 1775. július 25. - 1864. február 25. (88. évesen)                                          | 1841. március 4. – 1841. április 4.               | 65 év 222 nap                                     | W.H. Harrison 1795. november 22..                   |              |
| 10        | Portrait painting of Letitia Tyler                | Letitia Christian 1790. november 12. – 1842. szeptember 10. (51 évesen)                                | 1841. április 4. – 1842. szeptember 10. †         | 50 év 143 nap                                     | Tyler 1790. november 12.                            |              |
| 10        | Portrait painting of Julia Tyler                  | Julia Gardiner 1820. május 4. – 1889. július 10. (69 évesen)                                           | 1844. június 26. – 1845. március 4.               | 24 év 53 nap                                      | Tyler második felesége                              |              |
| 11        | Portrait painting of Sarah Polk                   | Sarah Childress 1803. szeptember 4. – 1891. augusztus 14. (87 évesen)                                  | 1845. március 4. – 1849. március 4.               | 41 év 181 nap                                     | Polk 1824. január 1.                                |              |
| 12        | Portrait painting of Margaret Taylor              | Margaret Smith 1788. szeptember 21. – 1852. augusztus 14. (63 évesen)                                  | 1849. március 4. – 1850. július 9.                | 60 év 164 nap                                     | Taylor 1810. június 21.                             |              |
| 13        | Portrait painting of Abigail Fillmore             | Abigail Powers 1798. március 13. – 1853. március 30. (55 évesen)                                       | 1850. július 9. – 1853. március 4.                | 52 év 118 nap                                     | Fillmore 1826. február 5.                           |              |
| 14        | Engraving of Jane Pierce                          | Jane Means Appleton 1806. március 12. – 1863. december 2. (57 évesen)                                  | 1853. március 4. – 1857. március 4.               | 46 év 357 nap                                     | Pierce 1834. november 19.                           |              |
| 15        | Portrait photograph of Harriet Lane               | Harriet Lane 1830. május 9 – 1903. július 3. (73 évesen)                                               | 1857. március 4. – 1861. március 4.               | 26 év 299 nap                                     | Buchanan unokahuga                                  |              |
| 16        | Portrait photograph of Mary Lincoln               | Mary Ann Todd 1818. december 13 – 1882. július 16. (63 évesen)                                         | 1861. március 4. – 1865. április 15.              | 42 év 81 nap                                      | Lincoln 1842. november 4.                           |              |
| 17        | Portrait engraving of Eliza Johnson               | Eliza McCardle 1810. október 4. – 1875. január 15. (65 évesen)                                         | 1865. április 15. – 1869. március 4.              | 54 év 193 nap                                     | A. Johnson 1827. május 17.                          |              |
| 18        | Portrait photograph of Julia Grant                | Julia Boggs Dent 1826. január 26. – 1902. december 14. (76 évesen)                                     | 1869. március 4. – 1877. március 4.               | 43 év 27 nap                                      | Grant 1848. augusztus 22.                           |              |
| 19        | Portrait photograph of Lucy Hayes                 | Lucy Ware Webb 1831. augusztus 28. – 1889. június 25. (57 évesen)                                      | 1877. március 4. – 1881. március 4.               | 45 év 188 nap                                     | Hayes 1852. december 30.                            |              |
| 20        | Portrait photograph of Lucretia Garfield          | Lucretia Rudolph 1832. április 19. – 1918. március 14. (85 évesen)                                     | 1881. március 4. – 1881. szeptember 19.           | 48 év 319 nap                                     | Garfield 1858. november 11.                         |              |
| 21        | Portrait of Ellen Arthur                          | Ellen Lewis Herndon 1837. augusztus 30. – 1880. január 12. (42 évesen)                                 | Meghalt az elnökség előtt                         | Meghalt az elnökség előtt                         | Arthur 1859. október 25.                            |              |
| 22        | Portrait of Frances Cleveland                     | Frances Clara Preston 1864. július 21. – 1947. október 29. (83 évesen)                                 | 1886. június 2. – 1889. március 4.                | 21 év 316 nap                                     | Cleveland 1886. június 2.                           |              |
| 23        | Portrait of Caroline Harrison                     | Caroline Scott 1832. október 1. – 1892. október 25. (60 évesen)                                        | 1889. március 4. – 1892. október 25. †            | 56 év 154 nap                                     | Harrison 1853. október 20.                          |              |
| 24        | Portrait of Frances Cleveland                     | Frances Clara Preston 1864. július 21. – 1947. október 29. (83 évesen)                                 | 1893. március 4. – 1897. március 4.               | 21 év 316 nap                                     | Cleveland 1886. június 2.                           |              |
| 25        | Portrait of Ida McKinley                          | Ida Saxton 1847. június 8. – 1907. május 26. (59 évesen)                                               | 1897. március 4. – 1901. szeptember 14.           | 49 év 269 nap                                     | McKinley 1871. január 25.                           |              |
| 26        | Portrait of Edith Roosevelt                       | Edith Kermit Carow 1861. augusztus 6. – 1948. szeptember 30. (87 évesen)                               | 1901. szeptember 14. – 1909. március 4.           | 40 év 39 nap                                      | T. Roosevelt 1886. december 2.                      |              |
| 27        | Portrait of Helen Herron Taft                     | Helen Louise Herron 1861. június 2. – 1943. május 22. (81 évesen)                                      | 1909. március 4. – 1913. március 4.               | 47 év 275 nap                                     | Taft 1886. június 19.                               |              |
| 28        | Portrait of Ellen Wilson                          | Ellen Louise Axson 1860. május 15. – 1914. augusztus 6. (54 évesen)                                    | 1913. március 4. – 1914. augusztus 6. †           | 52 év 293 nap                                     | Wilson 1885. június 24.                             |              |
| 28        | Portrait of Edith Wilson                          | Edith Bolling Galt 1872. október 15. – 1961. december 28.(89 évesen)                                   | 1915. december 18. – 1921. március 4.             | 43 év 64 nap                                      | Wilson 1915. december 18.                           |              |
| 29        | Portrait of Florence Harding                      | Florence Mabel Kling 1860. augusztus 15. – 1924. november 21. (61 évesen)                              | 1921. március 4. – 1923. augusztus 2.             | 60 év 201 nap                                     | Harding 1890. július 8.                             |              |
| 30        | Grace Coolidge                                    | Grace Anna Goodhue January 3, 1879 – July 8, 1957 (aged 78)                                            | 1923. augusztus 2. – 1929. március 4.             | 44 év 211 nap                                     | Coolidge 1905. október 4.                           |              |
| 31        | Portrait of Lou Hoover                            | Lou Henry 1874. március 29. – 1944. január 7. (69 évesen)                                              | 1929. március 4. – 1933. március 4.               | 54 év 340 nap                                     | Hoover 1899. február 10.                            |              |
| 32        | Portrait of Eleanor Roosevelt                     | Eleanor Roosevelt 1884. október 11. – 1962. november 7. (78 évesen)                                    | 1933. március 4. – 1945. április 12.              | 48 év 144 nap                                     | F.D. Roosevelt 1905. március 17.                    |              |
| 33        | Portrait of Bess Truman                           | Elizabeth Virginia "Bess" Wallace 1885. február 13. – 1982. október 18. (97 évesen)                    | 1945. április 12. – 1953. január 20.              | 60 év 58 nap                                      | Truman 1919. június 28.                             |              |
| 34        | Portrait of Mamie Eisenhower                      | Mamie Geneva Doud 1896. november 14. – 1979. november 1. (82 évesen)                                   | 1953. január 20. – 1961. január 20.               | 56 év 67 nap                                      | Eisenhower 1916. július 1.                          |              |
| 35        | Portrait Of Jaqueline Kennedy                     | Jacqueline "Jackie" Bouvier 1929. július 28. – 1994. május 19. (64 évesen)                             | 1961. január 20. – 1963. november 22.             | 31 év 176 nap                                     | Kennedy 1953. szeptember 12.                        |              |
| 36        | Portrait of Lady Bird Johnson                     | Claudia Alta "Lady Bird" Taylor 1912. december 22. – 2007. július 11. (94 évesen)                      | 1963. november 22. – 1969. január 20.             | 50 év 335 nap                                     | L. Johnson 1934. november 17.                       |              |
| 37        | Portrait of Pat Nixon                             | Thelma "Pat" Ryan 1912. május 16. – 1993. június 22. (81 évesen)                                       | 1969. január 20. – 1974. augusztus 9.             | 56 év 310 nap                                     | Nixon 1940. június 21.                              |              |
| 38        | Portrait of Betty Ford                            | Elizabeth "Betty" Bloomer 1918. április 8. – 2011. július 8. (93 évesen)                               | 1974. augusztus 9. – 1977. január 20.             | 56 év 123 nap                                     | Ford 1948. október 15.                              |              |
| 39        | Portrait of Rosalynn Carter                       | Eleanor Rosalynn Smith 1927. augusztus 18. – 2023. november 19. (96 évesen)                            | 1977. január 20. – 1981. január 20.               | 49 év 155 nap                                     | Carter 1946. július 7.                              | Nem készült  |
| 40        | Portrait of Nancy Reagan                          | Nancy Davis 1921. július 6. – 2016. március 6. (94 évesen)                                             | 1981. január 20. – 1989. január 20.               | 59 év 203 nap                                     | Reagan 1952. március 4.                             |              |
| 41        | Portrait Barbara Bush                             | Barbara Pierce 1925. június 8. – 2018. április 17. (92 évesen)                                         | 1989. január 20. – 1993. január 20.               | 63 év 226 nap                                     | Bush 1945. január 6.                                | Nem készült  |
| 42        | Portrait of Hillary Rodham Clinton                | Hillary Diane Rodham 1947. október 26. (77 éves)                                                       | 1993. január 20. – 2001. január 20.               | 45 év 86 nap                                      | Clinton 1975. október 11.                           | Nem készült  |
| 43        | Portrait of Laura Bush                            | Laura Lane 1946. november 4. (78 éves)                                                                 | 2001. január 20. – 2009. január 20.               | 54 év 77 nap                                      | G.W. Bush 1977. november 5.                         | Nem készült  |
| 44        | Portrait of Michelle Obama                        | Michelle LaVaughn Robinson 1964. január 17. (61 éves)                                                  | 2009. január 20. – 2017. január 20.               | 45 év 3 nap                                       | Obama 1992. október 3.                              | Nem készült  |
| 45        |                                                   | Melanija Knavs 1970. április 26. (55 éves)                                                             | 2017. január 20. – 2021. január 20.               | 46 év 270 nap                                     | Trump 2005. január 22.                              | Nem készült  |
| 46        |                                                   | Jill Tracy Jacobs 1951. június 3. (74 éves)                                                            | 2021. január 20. – Hivatalban                     | 69 év 231 nap                                     | Biden 1977. június 17                               | Nem készült  |
| 47        |                                                   | Melanija Knavs 1970. április 26. (55 éves)                                                             | 2025. január 20. – Hivatalban                     | 54 év 269 nap                                     | Trump 2005. január 22.                              | Nem készült  |

## Second lady, second gentleman
A first ladyhez hasonlóan használatos az alelnök házastársára is ilyen informális megnevezés (second lady, SLOTUS, second gentleman SGOTUS), azonban ez sokkal kevésbé elterjedt a közbeszédben, és később is született. Először a 19. század legvégén használták.